# Месьє
Месьє́ (також мсьє́, мосьє́, мосьйо́, фр. monsieur, МФА: /mə.sjø/ⓘ) — гоноратив, що додається до прізвища або імені чоловіка, у Франції та в деяких інших країнах, при шанобливому згадуванні. Водночас, це форма ввічливого звертання до чоловіків. В українській мові, це синонім слова пан.
Французьке слово monsieur утворилося злиттям mon sieur, що дослівно означає мій пане. Слово sieur є в свою чергу скороченням слова segnieur (сеньйор). Історично це був титул старшого з братів короля, але згодом так стали звертатися до будь-якого чоловіка.
Архаїчна форма збереглася в церковному титулі монсеньйор.